# Alan Rollinson
Alan William Rollinson, född 15 maj 1943 i Walsall, död 2 juni 2019, var en brittisk racerförare.

## Racingkarriär
Rollinson försökte kvalificera sig i en Cooper-Ford till Storbritanniens Grand Prix 1965, men lyckades inte. Han körde senare bland annat formel 5000 och flera lopp utanför formel 1-VM i diverse olika bilar 1967-1973. Hans bästa resultat var fjärdeplatsen i International Gold Cup på Oulton Park 1971.

## F1-karriär
| Säsong | Stall/Tillverkare        | Poäng | Placering |
| ------ | ------------------------ | ----- | --------- |
| 1965   | Bob Gerard (Cooper-Ford) | 0     | –         |